# Tanjung Beringin (Air Nipis)
Tanjung Beringin is een bestuurslaag in het regentschap Bengkulu Selatan van de provincie Bengkulu, Indonesië. Tanjung Beringin telt 913 inwoners (volkstelling 2010).